# 原英里奈
原 英里奈（はら えりな、1982年9月1日 - ）は、セント・フォース所属のフリーアナウンサー。元仙台放送のアナウンサー。東京都国分寺市出身。日本女子大学文学部英文学科卒。身長160cm。血液型O型。

## 来歴
- 大学在学中はセント・フォースに所属。大学コミュニティーサイトの「キャンパスパーク」でもミスキャンとして雑誌などに登場していた。
- 大学卒業後、2005年4月に仙台放送へ入社。同期は早坂まき子（現・フリーアナウンサー）。気象予報士の吉田裕美（旧姓・高沢。現・岩手めんこいテレビ）も同期入社。
- 2011年7月31日に仙台放送を退職。帰京し、同年9月かつて大学時代に所属していたセント・フォースに再復帰した。
- 2012年4月14日より、所属事務所の先輩だった相川梨絵の後を引き継いで『グローバルナビフロント』（BS-TBS）に進行役として登板。2014年9月27日放送分まで出演。

## 仙台放送時代の担当番組
- 名取市市制50周年記念番組　もうひとつの熊野古道（2008年12月13日）
- スポルたん!
- 速報スポルたん!
- ヨジテレビ!（リポーター）
- 川島隆太教授のテレビいきいき脳体操
- めざましテレビ（2011年4月26日「めざましさくらエイド」石巻市から桜の中継）
- あらあらかしこ（2009年4月～2011年4月30日）
- 仙台放送スーパーニュース

## セント・フォース在籍時の担当番組

### 学生時代
- 鈴木タイムラー（テレビ朝日、リポーター)
- プロサッカーニュース（フジテレビ739）

### 仙台放送退社後
- グローバルナビフロント（BS-TBS）
- 速報Jリーグゴールハイライト（スカチャン・BSスカパー!、2013年3月3日 - 2014年7月30日）- MC